# Scopula prisca
Scopula prisca là một loài bướm đêm trong họ Geometridae.